# دون تومسون (لاعب كرة قاعدة)
دون تومسون (بالإنجليزية: Don Thompson)‏ هو لاعب كرة قاعدة أمريكي، ولد في 28 ديسمبر 1923 في سويبسونفيل في الولايات المتحدة، وتوفي في 28 سبتمبر 2009 في آشفيل في الولايات المتحدة.

## وصلات خارجية
- دون تومسون على موقعبيزبول رفرنس.كوم (الدوري الرئيسي) (الإنجليزية)
- دون تومسون على موقعبيزبول رفرنس.كوم (الدوري الثانوي) (الإنجليزية)